# ニコライ・ネボガトフ

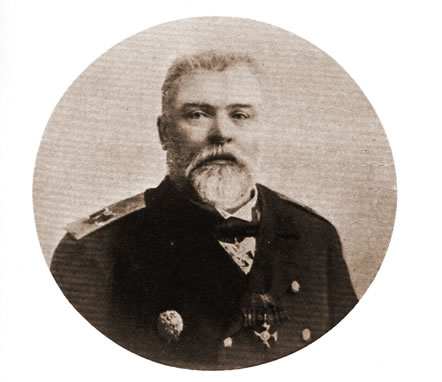
ニコライ・ネボガトフ

ニコライ・イワノヴィチ・ネボガトフ（ロシア語:Никола́й Ива́нович Небога́тов、1849年4月20日-1922年8月4日）は、ロシア帝国の軍人。海軍少将。

## 略歴
バルト海の砲術学校の校長として、多数のロシア帝国海軍の軍艦を管理する。
日露戦争では、老朽艦ばかりで編成された第3太平洋艦隊を、戦艦「インペラートル・ニコライ1世」に座乗して率い、ウラジオストクを目指した。
日本海海戦では主力艦隊が壊滅した1905年5月27日の海戦や、その夜の夜戦は切り抜けたが、翌28日に日本連合艦隊の主力に包囲され降伏し、捕虜となる。
日本から帰還後、軍事裁判所は当初戦闘放棄の罪で死刑を宣告したが、すぐに懲役16年に減刑された。2年後、健康状態が悪化、皇帝の命令にて解放された。